# NKoulounganga
 (décembre 2018).
Si vous disposez d'ouvrages ou d'articles de référence ou si vous connaissez des sites web de qualité traitant du thème abordé ici, merci de compléter l'article en donnant les références utiles à sa vérifiabilité et en les liant à la section « Notes et références ».
NKoulounganga est un village du Cameroun situé dans la région du Sud, sur la route qui relie Mvengue à Ngomedzap, à 10 km de Mvengue, et faisant partie de la commune de Mvengue.

## Climat
Le climat de la localité de Nkounganga est de type tropical humide. Les variations de température sont plutôt importantes en saison sèche.
L'année est divisée en deux grandes saisons sèche et pluvieuse.
La saison des pluies, quant-à elle, est sous l'effet de la mousson, responsable des pluies torrentielles parfois accompagnées de tornades. La grande saison de pluie s'étend d'août à novembre tandis que la petite saison de pluie s'étend de février au mois de mai ; soit un cumul de 8 mois.
Par ailleurs, la rigueur de la grande saison sèche qui dure 3 mois (décembre à février) couplée à la petite saison sèche en juillet rappelle le climat sahélien.
Les vents obéissent au schéma classique de la circulation des masses d'air équatoriales maritimes. Ce mouvement génère des vents du secteur Sud-Ouest ou mousson et des masses d'air continentales stables et secs qui sont des vents d'Est ou Harmattan.

## Populations
Plusieurs groupes ethniques couvrent l'aire géographique de la zone du projet. Le brassage très complexe des populations explique leur dispersion actuelle dans laquelle il est parfois difficile de distinguer les uns des autres, les substrats et les conquérants.
Il est cependant possible d'identifier les grands groupes dominants tels que : Ewondo (autochtones), Ngoumba, Evouzok, Bassa et les Fang.

## Infrastructures
La zone se caractérise par un habitat traditionnel inspiré à la fois du patrimoine culturel local (les « Ewondo » des autochtones du groupement Mvog - Tsoungui – Mballa), d'une influence orientale (les lieux de culte). Certes l'accès des populations au logement est relativement aisé dans l'ensemble, mais la sécurité, le confort et la durabilité des logements réalisés restent précaires.